# Джамсенпа, Аншу
Аншу Джамсенпа (англ. Anshu Jamsenpa; род. 31 декабря 1979, Бомдила, Западный Каменг, Аруначал-Прадеш, Индия) — индийская альпинистка. Первая женщина, покорившая Эверест дважды за сезон. Она также является самой быстрой альпинисткой, совершив два восхождения на вершину мира в течение пяти дней.

## Биография
Родилась 31 декабря 1979 года в городе Бомдила, округ Западный Каменг, штат Аруначал-Прадеш, Индия.
Своё первое восхождение на Эверест она совершила 12 мая 2011 года, а спустя девять дней она покорила вершину во второй раз. В 2013 году она приняла участие в индийской экспедиции на Эверест под руководством Сурджита Сингха Лейшангтема.
В 2017 году она стала первой женщиной в мире, которая дважды за сезон покорила Эверест и первой, кто сделал это за в течение пяти дней, что стало самым быстрым двойным восхождением на вершину, совершённым женщиной.
В апреле 2017 года она вновь стала членом экспедиции на Эверест, а утром 16 мая того же года группа достигла вершины, развернув национальный флаг Индии. 19 мая она начала свой второй поход с непальским альпинистом и проводником Фури Шерпой. Она продолжала восхождение почти без перерывов до 22:00, а утром 21 мая 2017 года они достигли вершины.
За большие заслуги перед государством и народом в 2021 году она была награждена орденом Падма Шри — четвёртым из высших гражданских государственных наград Индии.

## Личная жизнь
Супругом Джамсенпы является Тсеринг Ванге, который занимал пост президента Ассоциации альпинизма штата Аруначал-Прадеш. У них есть две дочери.